# Cantó de Gacé
El cantó de Gacé és un cantó francès del departament de l'Orne, situat al districte d'Argentan. Té 14 municipis i el cap es Gacé.

## Municipis
- Chaumont
- Cisai-Saint-Aubin
- Coulmer
- Croisilles
- La Fresnaie-Fayel
- Gacé
- Mardilly
- Ménil-Hubert-en-Exmes
- Neuville-sur-Touques
- Orgères
- Résenlieu
- Saint-Evroult-de-Montfort
- Le Sap-André
- La Trinité-des-Laitiers

## Història
| Data d'elecció                           | Identitat         | Partit        | Qualitat |
| ---------------------------------------- | ----------------- | ------------- | -------- |
| 1945-1988                                | Roger Duval       | Divers droite |          |
| 1988-2008                                | Albert Debotté    | Divers droite |          |
| 2008-                                    | Jean-Pierre Féret | Divers droite |          |
| les dades anteriors no són pas conegudes |                   |               |          |
|                                          |                   |               |          |

## Demografia
| A partir de 1990: Població sense dobles comptes |